# Vitpannad amazon
Vitpannad amazon (Amazona albifrons) är en fågel i familjen västpapegojor inom ordningen papegojfåglar.

## Utseende och läte
Vitpannad amazon är en rätt liten (25–29 cm) papegoja med huvudsakligen grön fjäderdräkt. Karakteristiskt är vit panna, blå hjässa, rött ansikte och gulaktig näbb. I flykten syns blå vingspeglar och hos hanen röd framkant på vingen. Den saknar den mörka kindfläcken hos gulkindad amazon. Bland lätena hörs olika skriande ljud, men också ett hårt och raspigt tjatter.

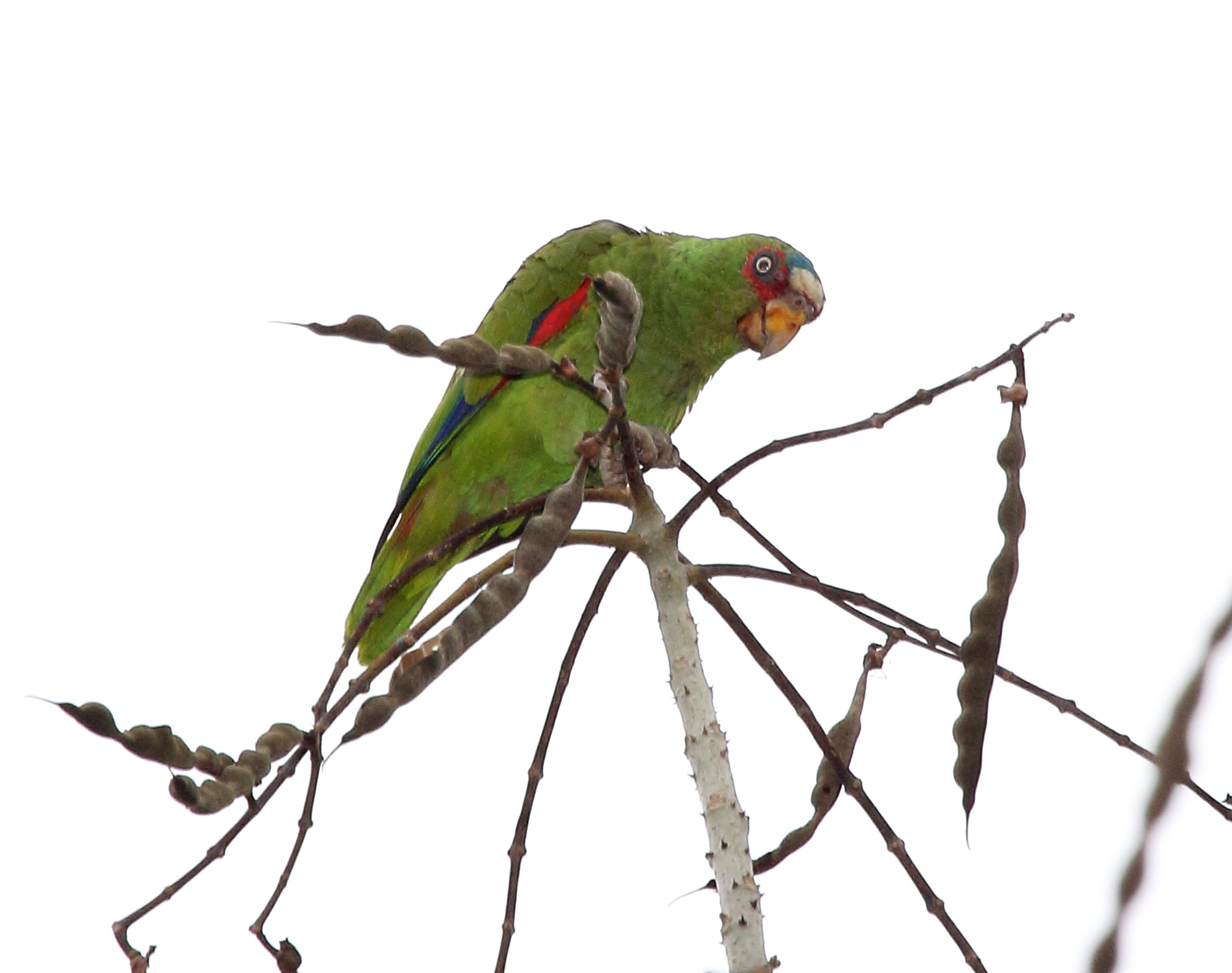

## Utbredning och systematik
Vitpannad amazon förekommer i Centralamerika, dels ett isolerat område i nordvästra Mexiko, dels från södra Mexiko till Costa Rica. Den delas in i tre underarter med följande utbredning:
- Amazona albifrons saltuensis: förekommer i arida nordvästra Mexiko (södra Sonora och västra Durango till Sinaloa).
- Amazona albifrons albifrons: förekommer från torra västra Mexiko (Nayarit) till sydvästra Guatemala.
- Amazona albifrons nana: förekommer från sydöstra Mexiko (sydostligaste Veracruz) till nordvästra Costa Rica.

## Levnadssätt
Vitpannad amazon hittas i tropiska låglänta områden upp till 800 meters höjd. Den föredrar torrare skogslandskap eller öppnare områden med höga träd och kaktusar. Födan består av frön, blommor, bär och frukter, framför allt fikusar och kaktusfrukter. Den kan också ta majs, mango och andra jordbruksprodukter. Fågeln häckar januari–maj i Mexiko och Guatemala. Den häckar i naturliga håligheter i träd och hål uthackade av hackspettar. Däri lägger den tre till fem ägg.

## Status och hot
Arten har ett stort utbredningsområde och en stor population, och tros öka i antal. Utifrån dessa kriterier kategoriserar IUCN arten som livskraftig (LC). Trots viss lokal handel för burfågelindustrin är fågeln fortfarande rätt vanlig och kan till och med ha gynnats av jordbrukets expandering.

## Namn
Släktesnamnet Amazona, och därmed det svenska gruppnamnet, kommer av att Georges-Louis Leclerc de Buffon kallade olika sorters papegojor från tropiska Amerika Amazone, helt enkelt för att de kom från området kring Amazonfloden. Ursprunget till flodens namn i sin tur är omtvistat. Den mest etablerade förklaringen kommer från när kvinnliga krigare attackerade en expedition på 1500-talet i området ledd av Francisco de Orellana. Han associerade då till amasoner, i grekisk mytologi en stam av iranska kvinnokrigare i Sarmatien i Skytien. Andra menar dock att namnet kommer från ett lokalt ord, amassona, som betyder "förstörare av båtar".